# Episodi di Blue Water High (terza stagione)
La terza stagione della serie televisiva Blue Water High è stata trasmessa in Australia dal 3 aprile al 25 settembre 2008 sul canale ABC Australia. 
In Italia la stagione è stata trasmessa per la prima volta dall'8 settembre 2008 sul canale Sky Nickelodeon, dall'11 agosto 2010, tutti i giorni feriali, sul canale Italia 1.
| nº | Titolo originale | Titolo italiano             | Prima TV Australia | Prima TV Italia   |
| -- | ---------------- | --------------------------- | ------------------ | ----------------- |
| 1  | Episode 1        | Benvenuti alla Surf Academy | 3 aprile 2008      | 11 agosto 2010    |
| 2  | Episode 2        | Il nuovo allenatore         | 10 aprile 2008     | 12 agosto 2010    |
| 3  | Episode 3        | La rivincita di Lauren      | 17 aprile 2008     | 13 agosto 2010    |
| 4  | Episode 4        | La crisi di Adam            | 24 aprile 2008     | 16 agosto 2010    |
| 5  | Episode 5        | Lo scopo di Bridget         | 1º maggio 2008     | 17 agosto 2010    |
| 6  | Episode 6        | Il sospetto                 | 8 maggio 2008      | 18 agosto 2010    |
| 7  | Episode 7        | Birdwatching                | 15 maggio 2008     | 19 agosto 2010    |
| 8  | Episode 8        | Un brutto imprevisto        | 22 maggio 2008     | 20 agosto 2010    |
| 9  | Episode 9        | Legami di famiglia          | 29 maggio 2008     | 21 agosto 2010    |
| 10 | Episode 10       | Il segreto di Adam          | 5 giugno 2008      | 23 agosto 2010    |
| 11 | Episode 11       | La seconda chance           | 11 giugno 2008     | 24 agosto 2010    |
| 12 | Episode 12       | I sogni di Bridget          | 18 giugno 2008     | 25 agosto 2010    |
| 13 | Episode 13       | Questione di istinto        | 24 giugno 2008     | 26 agosto 2010    |
| 14 | Episode 14       | Lezioni di ballo            | 1º luglio 2008     | 27 agosto 2010    |
| 15 | Episode 15       | Il ragazzo ideale           | 8 luglio 2008      | 28 agosto 2010    |
| 16 | Episode 16       | Strani o normali?           | 14 luglio 2008     | 30 agosto 2010    |
| 17 | Episode 17       | Una sorpresa per Bridget    | 22 luglio 2008     | 31 agosto 2010    |
| 18 | Episode 18       | Il dubbio                   | 29 luglio 2008     | 1º settembre 2010 |
| 19 | Episode 19       | Una lezione per Cassie      | 7 agosto 2008      | 2 settembre 2010  |
| 20 | Episode 20       | Guy ambientalista           | 14 agosto 2008     | 3 settembre 2010  |
| 21 | Episode 21       | Lotta a l'ultima onda       | 21 agosto 2008     | 4 settembre 2010  |
| 22 | Episode 22       | Gelosia                     | 28 agosto 2008     | 6 settembre 2010  |
| 23 | Episode 23       | Successo                    | 4 settembre 2008   | 7 settembre 2010  |
| 24 | Episode 24       | Competizioni                | 11 settembre 2008  | 8 settembre 2010  |
| 25 | Episode 25       | Amici                       | 18 settembre 2008  | 9 settembre 2010  |
| 26 | Episode 26       | Colpi di scena              | 25 settembre 2008  | 10 settembre 2010 |